# Йозо Бошковски
Йозо Томев Бошковски–Йон (на македонска литературна норма: Јозо Т. Бошковски - Јон) е виден поет, разказвач, есеист, преводач и художник от Република Македония.

## Биография
Роден е в 1933 година в крушевското село Острилци, тогава в Югославия, в семеството на Томе и Търна Бошкови. Брат е на писателя Петър Бошковски. Завършва Филологическия факултет на Скопския университет. Работи като новинар в Македонската телевизия. От 1965 година е член на Дружеството на писателите на Македония. Носител е на наградата Гран При на Средиземноморието, Мадрид, 1980, на анонимния конкурс на Европейската академия за литература и изкуство, Неапол, Италия. Тогава му е дадена титлата Академик поет и е приет за почетен член на Европейската академия. Умира 4 април 2008 година в Скопие. Погребан е в родното му село.

## Творчество
- „Бој со гадурии“ (поезия, 1963)
- „Активен поет – говорник“ (поезия, 1966)
- „Македонска трагедија“ (поетична драма, 1966)
- „Цветовина“ (поезия и скици, 1969)
- „Мудроста на сонцето – Знаја – крајни консекфенции“ (поезия, есета и скици, 1976)
- „Умиште – глава на вселената“ (монография, 1980)
- „Вечна река“ (поезия, 1980)
- „Деца и цвеќиња“ (поезия за деца, 1981)
- „Тга за југ“ (антология на северномакедонската поезия, Индия, 1981)
- „Осветлен човек“ (поезия, 1984)
- „Црна поезија“ (1984)
- „Светла на вселената“ (поезия, 1989)
- „Умиште“ (монография, 1990)
- „Големата експлозија“ (поезия и есета, 1992)
- „Лек против смртта“ (поезия и есета, 1994)
- „Скопската овца“ (разкази, 1996)
- „Умжарт“ (поезия, 1998)
- „Атлантида вистинската и Македонија – високоцветна Македонија“ (история и поезия, 1998)
- „Триумф на материјата“ (естетика, 2000)